# にっぽん真発見
『にっぽん真発見』（にっぽんしんはっけん）は、2015年4月5日から2017年3月26日までBSジャパンで放送されていた情報バラエティ番組。放送時間は毎週日曜 21:00 - 21:54 （日本標準時）。

## 出演者
- MC：三宅裕司
- アシスタント：須黒清華（テレビ東京アナウンサー）
- ナレーター：壇蜜、チョー